# Le Meridien
Le Meridien — международная сеть отелей, принадлежащая американской компании Starwood Hotels & Resorts Worldwide.
Сеть Le Meridien создана в 1972 компанией Air France. В ноябре 2005 бренд Le Meridien был приобретен американской компанией Starwood Hotels & Resorts. В свою очередь, вся принадлежащая и арендуемая Le Meridien недвижимость была куплена в рамках отдельной сделки компаниями Lehman Brothers и Starwood Capital (не аффилирована с Starwood Hotels & Resorts).
Сегодня под брендом Le Meridien работает более 120 отелей класса люкс во французском стиле в 50 странах.
В России под маркой Le Meridien до 2007 года работал отель и гольф-курорт Москоу Кантри Клаб в подмосковном Нахабино.